# Maison du potier de Betschdorf
La maison du potier est un ancien atelier de production potière de céramiques en grès au sel situé à Betschdorf, dans le département français du Bas-Rhin.

## Localisation
Ce bâtiment est situé au 39, rue des Potiers sur l'axe qui relie le centre de Niederbetschdorf à Oberbetschdorf. Plusieurs ateliers de poterie sont présents sur cette rue.

## Historique
Betschdorf est réputée depuis le XVIIIe siècle pour son artisanat de poterie en grès au sel. En 1831 on comptait 31 ateliers et en 1864, apogée de la production, cinquante fabricants. La spécificité est le vernis au sel 
agrémenté d’un décor bleu cobalt, plusieurs exemplaires sont conservés au musée de la poterie de Betschdorf.
La maison édifiée en 1843 par Émilie et Victor Wingerter puis l'atelier est transmis à leur fille Martine, avec son époux Loÿs Rhulmann, fils de maître-verrier. Sa fille a repris l'atelier à la suite du décès de son père et souhaite établir une résidence d’artistes qui seront hébergés dans la grange.
L’ensemble de l’unité potière, comprenant le logis, l’atelier et la boutique, l’atelier annexe et la boutique, l’atelier annexe et la fosse de stockage, le four à bois, la grange et la cour font l'objet d'une première inscription au titre des monuments historiques par un arrêté du 14 janvier 2022, suivi par un arrêté de classement le 24 décembre 2022.
Le bâtiment est retenu en 2023 pour figurer sur la liste des sites emblématique du loto du patrimoine,. La maison présente en effet des risques d’effondrement, en particulier du pignon sud qui a dû être sécurisé en novembre 2021, ainsi que de l’auvent du pignon nord. 